# Mar de Sibuyan

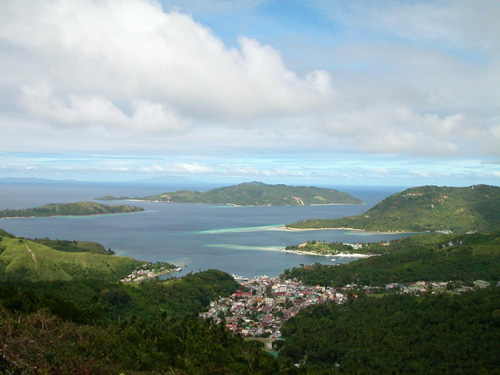
Baía de Romblon, na ilha homónima

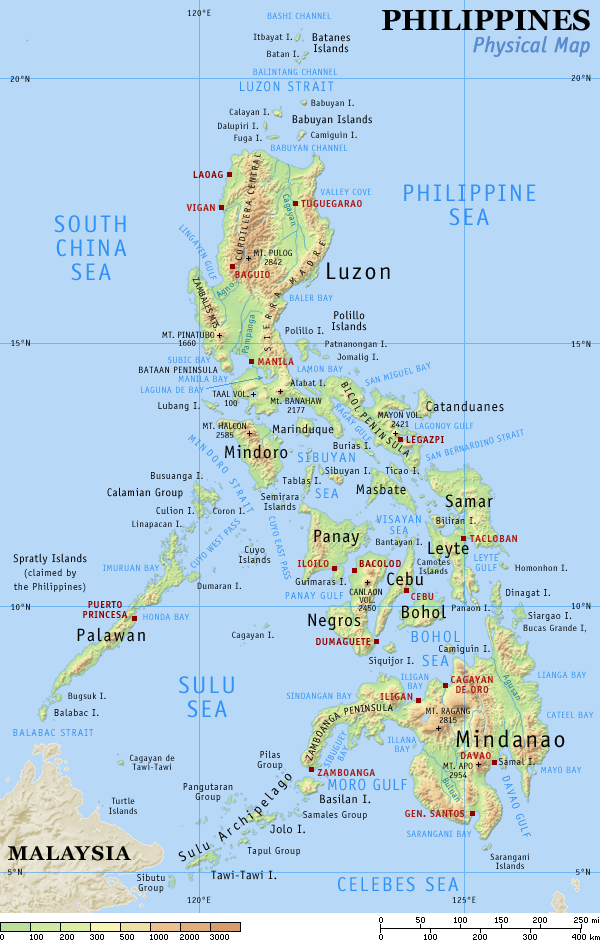
O mar de Sibuyan fica a norte de Panay

O mar de Sibuyan é um dos mares interiores do arquipélago filipino. É um pequeno mar que separa as ilhas Visayas da ilha de Luzon, a norte. Está delimitado pela ilha de Panay a sul, por Mindoro a oeste, e pela península de Bicol na ilha de Luzon, a norte . A ilha de Romblon fica no seu interior. Geralmente é considero como parte do mar das Filipinas, por sua vez parte do Oceano Pacífico.
Neste mar teve lugar a batalha do Mar de Sibuyan, em 24 de outubro de 1944, durante a Segunda Guerra Mundial. Esta violenta batalha foi uma das quatro principais batalhas que em conjunto formaram a batalha do Golfo de Leyte (conjuntamente com a batalha do Estreito de Surigao, a batalha de Cabo Engaño e a batalha de Samar, entre outras).